# Сьодзо Кавасакі
Сьодзо Кавасакі (яп. 川崎 正蔵, 10 серпня 1837 — 2 грудня 1912) — японський промисловець та кораблебудівник. Засновник Kawasaki Heavy Industries.

## Життєпис
Сьодзо Кавасакі народився в Каґосімі у сім’ї торговця кімоно, та став торговцем у віці 17 років у Нагасакі, єдиному місці в Японії, яке тоді було відкрите для Заходу. У 27 років він розпочав судноплавний бізнес в Осаці, який зазнав краху, коли його вантажне судно затонуло під час шторму. У 1869 році Сьодзо Кавасакі приєднався до компанії, що займалася переробкою цукру з островів Рюкю, заснованої самураєм з Кагошіми, а в 1893 році досліджував цукор з островів Рюкю та морські шляхи до цих островів на прохання Міністерства фінансів. У 1894 році його призначили виконавчим віце-президентом Japan Mail Steam-Powered Shipping Company і йому вдалося відкрити морський шлях до Рюкю та транспортувати цукор до материкової Японії.
Переживши багато морських аварій у своєму житті, Кавасакі поглибив свою довіру до західних кораблів, тому що вони були більш просторими, стабільними та швидшими, ніж типові японські кораблі. Тоді ж він дуже зацікавився сучасною суднобудівною промисловістю. У квітні 1876 року за підтримки Мацукати Масайосі, заступника міністра фінансів, який походив з тієї ж провінції, що й Кавасакі, він заснував Верф Кавасакі Цукідзі на позиченій урядом землі узбережжя річки Суміда-гава, Цукідзі Мінамі-Іізака-чо (нині Tsukiji 7-chome, Чюо, Токіо), що стало великим крок вперед для нього як суднобудівника.
Kawasaki Heavy Industries, Ltd. бере свій початок у 1878 році, коли Сьодзо Кавасакі (川崎 正蔵) заснував Верф Кавасакі Цукідзі в Токіо, Японія. Через вісімнадцять років, у 1896 році, її було зареєстровано як Kawasaki Dockyard Co., Ltd.